# Paracymothoa parva
Paracymothoa parva là một loài chân đều trong họ Cymothoidae. Loài này được Taberner miêu tả khoa học năm 1976.